# Приволжье (Ярославская область)
Приво́лжье — деревня Ломовского сельского округа в Октябрьском сельском поселении Рыбинского района Ярославской области.

## География
Деревня расположена на правом высоком берегу реки Волги, в юго-восточной части поселения, ниже по течению крупного посёлка Песочное, от которого отделена небольшим впадающим в Волгу ручьём. Другой ручей разделяет деревню на две части. Ниже Приволжья по течению, на удалении около 1 км, также на берегу Волги стоит деревня Калинкино. В 2 км на юг от Приволжья расположена большая деревня, фактически посёлок, Дюдьково, в нём имеются многоквартирные благоустроенные дома и другие элементы инфраструктуры: средняя школа, медицинская амбулатория, отделение сбербанка, почта. Приволжье и Дьдьково связаны автомобильной дорогой .

## Население
| 2007 | 2010 |
| ---- | ---- |
| 5    | ↘4   |